# Sean Gallagher (baseball)
Pour les articles homonymes, voir Sean Gallagher.
Sean Patrick Gallagher (né le 30 décembre 1985 à Boston, Massachusetts, États-Unis) est un lanceur de relève droitier de baseball. Il a évolué dans les Ligues majeures de 2007 à 2010.

## Carrière
Sean Gallagher est drafté en 12e tour par les Cubs de Chicago en 2004. Il joue son premier match dans les majeures avec les Cubs le 9 juin 2007 et est appelé en relève à quelques reprises au cours de la saison.
En 2008, les Cubs emploient Gallagher comme lanceur partant. En cours de saison, il passe aux Athletics d'Oakland. Le 8 juillet, les Cubs échangent en effet Gallagher, Josh Donaldson, Matt Murton et Eric Patterson aux Athletics pour acquérir Rich Harden et Chad Gaudin. Gallagher est affecté à la rotation de partants de sa nouvelle équipe et termine la saison avec 5 victoires et 7 défaites, et une moyenne de points mérités de 5,15.
Les A's emploient Gallagher comme releveur au début de la 2009 mais ses performances impressionnent peu. Le 28 juillet, Oakland transfère Gallagher à San Diego pour compléter une transaction réalisée plutôt et dans laquelle les Padres avaient échangé Scott Hairston. Gallagher termine la saison avec un dossier de 3-2 et une moyenne de 5,95 en 19 manches et deux tiers lancées.
Il commence la saison 2010 avec San Diego. Le 7 juillet, son contrat est vendu aux Pirates de Pittsburgh.